# Estuarij
Estuarij (lat. aestuarium, "nisko riječno ušće") je naziv za riječno ušće oblikovano poput lijevka. Estuariji su rjeđi od ušća u obliku delte. Takav oblik imaju ušća Temze, Labe, Oba, Jeniseja i niza drugih rijeka. Svakako je najupečatljiviji estuarij Amazone čije ušće je široko preko 300 km. Na ušću postoji otok Marajo, kao i niz drugih, malih otoka, no oni nisu rezultat nanosa, nego je okolni materijal u more odnijela oseka i tako ih pretvorila u otoke.

## Nastajanje i obilježja
Estuariji se oblikuju pod utjecajem plime i oseke, pri čemu ušće dobiva oblik lijevka. Na sjevernoj polutki pod utjecajem Coriolisove sile morska voda za vrijeme plime ulazi u rijeku snažnije uz lijevu obalu, dok se za vrijeme oseke u more vraća duž desne obale.
Estuariji se stvaraju naročito uz obale gdje su razlike između plime i oseke velike. Zbog toga su i rjeđi od delti. Mogu nastati samo kad je količina materijala koji donosi rijeka manji od količine koju morska voda u vrijeme oseke odnosi u more. Nasuprot tome su ušća u obliku delte gdje se rijeka dijeli na niz rukavaca koji nastaju zbog sedimentnih nanosa različitog materijala koji rijeka donosi sa sobom.
Daljnje obilježje estuarija je prijelaz od riječne, slatke vode prema morskoj, premještanje tih voda i njena boćatost i poseban biljni i životinjski svijet na prijelazu od područja rijeke prema moru.

## Neke poznatije rijeke s estuarijem
- Amazona, sjeverni dio ušća, dok se na južnom dijelu tvori delta
- Laba
- Gironde kao zajednički estuarij Garonne i Dordogne
- Jenisej
- Loire
- Ob
- Temza
- Seine